# 元炳旿
元 炳旿（ウォン・ビョンオ、朝鮮語: 원병오/元炳旿、1929年5月19日 - 2020年4月9日）は、大韓民国の鳥類学者。『韓国の鳥の父』と評された。本貫は原州元氏。

## 生涯
日本統治時代の朝鮮で京畿道の開城（現: 朝鮮民主主義人民共和国開城特別市）にて鳥類学者であった父元洪九のもと、4男2女の中で末っ子として生まれた。
鳥類学を勉強しようとなったのは、幼い時に父について行き山と野原で共に鳥を追った経験による。1948年に金日成総合大学農学部畜産科に入学し、単科大学に分離した元山農業大学にに在学中、1950年に朝鮮戦争が起こると韓国へ渡った。戦中は陸軍砲兵将校として参戦し、中尉の時は、当時第3軍団砲兵団長であり、大領（日本の大尉に相当）であった
朴正煕元大統領の専属副官を務めた。兵役を移転した後は慶熙大学校生物学科を経て、1961年に北海道大学にて博士の学位を取得した。その後は慶熙大学校生物学科教授を務めた。
父である元洪九とは朝鮮戦争以後連絡が途絶えていたが、1965年に移動経路の調査・研究のため自身が足環をつけたシベリアムクドリを、北朝鮮側にいた元洪九が偶然発見したことが契機となり、互いの生死の状況が確認された。しかし、南北の分断により互いの生存中に親子が直接会うことはなく、元洪九は1970年に亡くなった。1993年には、この親子の物語は日朝合作映画『バード』の題材となって映画化された。元炳旿は2002年に北朝鮮を訪れ、開城にある父親の墓に墓参りをした。 
慶熙大学校名誉教授、韓国鳥獣保護協会会長、国際環境科学研究所理事長、国際鳥類学会議（IOC）理事を務めた。
2020年4月9日、持病により91歳で亡くなった。